# Haplophthalmus ligurinus
Haplophthalmus ligurinus is een pissebed uit de familie Trichoniscidae. De wetenschappelijke naam van de soort is voor het eerst geldig gepubliceerd in 1930 door Verhoeff.